# Александра Анђелковић
Александра Анђелковић (Београд, 1965) је српска глумица и глумица са лутком. Стални је члан ансамбла Малог позоришта „Душко Радовић” у Београду.

## Биографија
Александра Аншелковић је завршила Факултет драмских уметности у Београду 1989. године у класи професора Арсе Јовановића.

### Представе
- „Војцек“ у режији Жељка Ђукића,
- „Страх од верности“ у режији Ненада Илића,
- „Орестија“ у режији Мире Ерцег,
- „Вештице из Салема“ у режији Саше Лукића,
- „Жабар“ у режији Горчина Стојановића,
- „Ћелаца певачица“ у режији Алисе Стојановић.[2]

### Мало позориште „Душко Радовић”
Александра Анђелковић је од 1991. године, стални члан Малог позоришта „Душко Радовић“ где је играла у представама:
- „Заробљено сунце“ у режији Нађе Јањетовић, 1991.
- „Талични Том и Далтони“ у режији Милана Караџића, 1994.
- „Ми чекамо бебу“ у режији Милана Караџића, 1996.
- „Девојчица са шибицама“ у режији Татјане Станковић
- „Био једном један лав“ у режији Татјане Станковић,2001.
- „Господин Радовић“ у режији Сунчице Милосављевић, 2001.
- „Звездани дечак“ у режији Иване Вујић, 1999.
- „Велика крађа сатова“ у режији Драгослава Тодоровића, 1997.
- „Новогодишња авантура Таличног Тома”, Срдана Голубовића, 1997.
- „Маске“ у режији Саднре Родић Јанковић,
- „Секс за почетнике“ у режији Алисе Стојановић,
- „Капетан Џон Пиплфокс“ у режији Горчина Стојановића,
- „Алиса у земљи чуда“ у режији Иване Вујић,
- „Ко је Лорет?“ у режији Катарине Петровић
- „Ричард на тобогану” Жанка Томића
- „Вештице”, Ане Томовић, 2010.
- „Прича о Причи” Татјане Пипер Станковић, 2010.
- „Снежана и седам патуљака” Николе Завишића, 2012.
- Ноћ у Мерлиновом замку“, у режији Саднре Родић Јанковић, 2013.
- „Поп Ћира и поп Спира“,  у режији Јовице Пајић, 2015.
- „Мачак у чизмама“,  у режији Стефана Рјадакова, 2015.
- „Три прасета“,  у режији Драгослава Тодоровића, 2014.
- „Плави чуперак“,  у режији  Саднре Родић Јанковић, 2015.
- „Циркус Марио & Нета“,  у режији  Драгослава Тодоровића, 2016.
- „Цар је го!“,  у режији Милице Краљ, 2016
- „Чаробна књига“,  у режији Ивана Јевтовића, 2016.
- „Судбина једног Чарлија“, у режији Ане Томовић, 2018.
- „Прича о Светом Сави“,  у режији Саше Габрића, 2019.
- „Срце у јунака Краљевића Марка“,  у режији Југа Радивојевића, 2019.
- „Свету се не може угодити“  у режији Данке Секуловић, 2020.
- „Бранин жабљи орфеум“. у режији Браниславе Стефановић, 2023.[1][2]